# Автошлях Т 1708
Автошля́х Т 1708 (вилучений з переліку територіальних та поділений на два Обласних шляхи: новий О1704359(https://www.openstreetmap.org/relation/11491857#map=12/50.1286/32.5560 [Архівовано 16 жовтня 2021 у Wayback Machine.]) та О1704057 ( https://www.openstreetmap.org/relation/11195100#map=9/50.0045/32.6062 [Архівовано 16 жовтня 2021 у Wayback Machine.]) — автомобільний шлях територіального значення у Полтавській області. Проходить територією Гребінківського району через Гребінку. Загальна довжина — 11,2 км.

## Маршрут
Автошлях проходить через такі населені пункти:
| Автошлях Т 1708      |                    |
| Полтавська область   |                    |
| Гребінківський район |                    |
|                      | E40М03             |
| Почаївка             |                    |
| Бесідівщина          |                    |
| Гребінка             | Т 1701Т 1722Т 2410 |